# 西古德·布勒姆斯
西古德·布勒姆斯（瑞典語：Sigurd Bröms，1932年10月1日—2007年1月13日），瑞典男子冰球运动员。他曾代表瑞典国家队参加1956年和1960年冬季奥林匹克运动会冰球比赛，分别获得第四名和第五名。